# Gnaphaloryx dain
Gnaphaloryx dain là một loài bọ cánh cứng trong họ Lucanidae. Loài này được Kriesche mô tả khoa học năm 1920.